# مووینگ پیکچر
مووینگ پیکچر (انگلیسی: Moving Picture) شرکت رسانه‌ای بریتانیایی است، که در سال ۱۹۷۰ تأسیس شد.